# Flatoidessa breviceps
Flatoidessa breviceps är en insektsart som först beskrevs av Melichar 1902.  Flatoidessa breviceps ingår i släktet Flatoidessa och familjen Flatidae. Inga underarter finns listade i Catalogue of Life.